# NGC 5634
NGC 5634 is een bolvormige sterrenhoop in het sterrenbeeld Maagd. Het hemelobject werd op 5 maart 1785 ontdekt door de Duits-Britse astronoom William Herschel.

## Espin-Birmingham 404
Bepaalde foto's van deze bolvormige sterrenhoop tonen tevens een opvallend oranjekleurige ster, zich schijnbaar ten oosten van het centrum ervan bevindend. Deze ster is object nummer 404  in de catalogus van Espin-Birmingham (oranjekleurige en roodkleurige sterren).

## Synoniemen
- GCL 28